# كاسيوس فينيسيوس كويلو
كاسيوس فينيسيوس كويلو هو لاعب كرة قدم برازيلي في مركز الدفاع، ولد في 15 يونيو 1995 في كامبو غراندي في البرازيل. لعب مع جمعية بورتوغيزا الرياضية.

## وصلات خارجية
- كاسيوس فينيسيوس كويلو على موقع قاعدة بيانات كرة القدم.إي يو (الإنجليزية)
- كاسيوس فينيسيوس كويلو على موقع Soccerway.com (الإنجليزية)